# Johanna Hagström
Johanna Hagström  (* 27. März 1998 in Falköping) ist eine schwedische Skilangläuferin.

## Werdegang
Hagström, die für den Ulricehamns IF startet, nahm bis 2018 an Juniorenwettbewerben teil. Ihre besten Platzierungen beim Europäischen Olympischen Winter-Jugendfestival 2015 in Steg waren der 14. Platz über 5 km Freistil und der fünfte Rang mit der Mixed-Staffel. Bei den Olympischen Jugend-Winterspielen 2016 in Lillehammer holte sie die Silbermedaille im Cross und die Goldmedaille im Sprint. Zudem errang sie dort den vierten Platz über 5 km Freistil. Ihr Debüt im Weltcup hatte sie im Januar 2017 in Ulricehamn, das sie auf dem 59. Platz über 10 km Freistil beendete. Bei den Nordischen Junioren-Skiweltmeisterschaften 2018 in Goms gewann sie die Bronzemedaille mit der Staffel und errang zudem den 25. Platz über 5 km klassisch und den achten Platz im Skiathlon. Im Februar 2018 startete sie in Trondheim erstmals im Scandinavian-Cup und belegte dabei den zehnten Platz im Sprint. Im Januar 2019 kam sie bei den U23-Weltmeisterschaften in Lahti auf den 28. Platz über 10 km Freistil und jeweils auf den sechsten Rang im 15-km-Massenstartrennen und im Sprint und holte im Sprint in Vuokatti ihren ersten Sieg im Scandinavian-Cup. Im folgenden Monat kam sie in Lahti mit dem neunten Platz im Sprint erstmals im Weltcup in die Punkteränge und erreichte mit dem dritten Platz im Sprint in Cogne ihre erste Podestplatzierung im Weltcup. Anfang März 2019 wurde sie bei der Minitour in Madona Dritte. Dabei siegte sie über 5 km klassisch und erreichte abschließend den zweiten Platz in der Gesamtwertung des Scandinavian-Cups und den 55. Platz im Gesamtweltcup. Im folgenden Jahr gewann sie bei den U23-Weltmeisterschaften in Oberwiesenthal die Silbermedaille im Sprint. Zudem wurde sie dort Vierte mit der Staffel.
In der Saison 2020/21 kam Hagström mit zwei Top-Zehn-Platzierungen, darunter Platz zwei im Sprint in Ulricehamn, auf den 13. Platz im Sprintweltcup. Beim Saisonhöhepunkt, den Nordischen Skiweltmeisterschaften 2021 in Oberstdorf, wurde sie Vierte im Sprint. Nach Platz zwei im Sprint in Ruka beim ersten Weltcup der Saison 2021/22, errang sie drei Top-Zehn-Platzierungen im Sprintrennen und zum Saisonende den 19. Platz im Gesamtweltcup sowie den sechsten Platz im Sprintweltcup. Bei der Tour de Ski 2021/22 belegte sie den 43. Platz. Dabei wurde sie in Oberstdorf Zweite im Sprint.

## Erfolge

### Siege bei Weltcuprennen

#### Weltcupsiege im Einzel
| Nr. | Datum             | Ort  | Disziplin               |
| --- | ----------------- | ---- | ----------------------- |
| 1.  | 30. November 2024 | Ruka | 1,4 km Sprint klassisch |

### Siege bei Continental-Cup-Rennen
| Nr. | Datum          | Ort      | Disziplin                      | Serie            |
| --- | -------------- | -------- | ------------------------------ | ---------------- |
| 1.  | 4. Januar 2019 | Vuokatti | Sprint Freistil                | Scandinavian Cup |
| 2.  | 2. März 2019   | Madona   | 5 km klassisch Individualstart | Scandinavian Cup |

## Platzierungen im Weltcup

### Weltcup-Statistik
Die Tabelle zeigt die erreichten Platzierungen im Einzelnen.
- 1.–3. Platz: Anzahl der Podiumsplatzierungen
- Top 10: Anzahl der Platzierungen unter den ersten zehn
- Punkteränge: Anzahl der Platzierungen innerhalb der Punkteränge
- Starts: Anzahl gelaufener Rennen in der jeweiligen Disziplin
- Hinweis: Bei den Distanzrennen erfolgt die Einordnung gemäß FIS.

| Platzierung               | Distanzrennen a | Distanzrennen a | Distanzrennen a | Distanzrennen a | Distanzrennen a | Skiathlon Verfolgung | Sprint | Etappen- rennen b | Gesamt | Team   | Team    |
| Platzierung               | ≤ 5 km          | ≤ 10 km         | ≤ 15 km         | ≤ 30 km         | > 30 km         | Skiathlon Verfolgung | Sprint | Etappen- rennen b | Gesamt | Sprint | Staffel |
| ------------------------- | --------------- | --------------- | --------------- | --------------- | --------------- | -------------------- | ------ | ----------------- | ------ | ------ | ------- |
| 1. Platz                  |                 |                 |                 |                 |                 |                      | 1      |                   | 1      |        |         |
| 2. Platz                  |                 |                 |                 |                 |                 |                      | 5      |                   | 5      | 2      |         |
| 3. Platz                  |                 |                 |                 |                 |                 |                      | 2      |                   | 2      |        |         |
| Top 10                    |                 |                 |                 |                 |                 |                      | 33     |                   | 33     | 2      |         |
| Punkteränge               |                 | 7               |                 |                 |                 | 1                    | 46     |                   | 54     | 3      | 1       |
| Starts                    |                 | 19              | 1               | 1               |                 | 6                    | 48     | 3                 | 78     | 3      | 2       |
| Stand: Saisonende 2024/25 |                 |                 |                 |                 |                 |                      |        |                   |        |        |         |

### Weltcup-Gesamtplatzierungen
| Saison  | Gesamt | Gesamt | Distanz | Distanz | Sprint | Sprint |
| Saison  | Punkte | Platz  | Punkte  | Platz   | Punkte | Platz  |
| ------- | ------ | ------ | ------- | ------- | ------ | ------ |
| 2018/19 | 107    | 55.    | -       | -       | 107    | 29.    |
| 2019/20 | 78     | 51.    | -       | -       | 78     | 28.    |
| 2020/21 | 145    | 36.    | 15      | 60.     | 130    | 13.    |
| 2021/22 | 327    | 19.    | -       | -       | 322    | 6.     |
| 2022/23 | 887    | 18.    | 93      | 58.     | 794    | 4.     |
| 2023/24 | 735    | 30.    | 17      | 105.    | 718    | 8.     |
| 2024/25 | 564    | 33.    | -       | -       | 564    | 6.     |